# Pinuelh
Pinuelh (en francès Pineuilh) és un municipi francès situat al departament de la Gironda i a la regió de la Nova Aquitània.

## Demografia
| 1962                                       | 1968  | 1975  | 1982  | 1990  | 1999  | 2007  |
| ------------------------------------------ | ----- | ----- | ----- | ----- | ----- | ----- |
| 2.514                                      | 3.057 | 3.493 | 3.542 | 3.512 | 3.645 | 4.133 |
| Des de 1962: població sense dobles comptes |       |       |       |       |       |       |

## Administració
| Període   | Identitat           | Partit |
| --------- | ------------------- | ------ |
| 1929-1938 | Daniel Martineau    |        |
| 1938-1969 | Pierre Marbouty     |        |
| 1969-1995 | Georges Gerthofer   | RPR    |
| 1995-     | Jean-Pierre Chalard | UMP    |

## Personatges il·lustres
- Pierre-Raymond Villemiane, ciclista.